# Дон Докен
Доналд Мейнард Докен (роден на 29 юни 1953 г.) е американски певец, най-известен като вокалист и основател на групата Докен.
Той е известен със своя вибро мелодичен вокален стил, който го прави влиятелен в американския хевиметъл. След като се постига успех с „Докен“, той се разделя с групата и започва соло кариера през 1988 г. Неговият солов албум Up from the Ashes (1990) с китариста от „Юръп“ Джон Норъм издава 2 сингъла. Той е единственият оригинален член на „Докен“ заедно с барабаниста Мик Браун.
Дон Докен реформира в началото на 1990 г. групата и продължава с нея. Издава втория си самостоятелен албум Solitary през 2008 г. Той отива на турне с „Докен“ и днес е известен с уникалната си персона.

## Дискография

### С „Докен“
- Breaking the Chains (1983)
- Tooth and Nail (1984)
- Under Lock and Key (1985)
- Back for the Attack (1987)
- Dysfunctional (1995)
- Shadowlife (1997)
- Erase the Slate (1999)
- Long Way Home (2002)
- Hell to Pay (2004)
- Lightning Strikes Again (2008)

### Соло албуми
- Up from the Ashes (1990)
- Solitary (2008)